# ترس پنتاس
ترس پنتاس (به پرتغالی: Três Pontas) یک شهرستان برزیل در برزیل است که در میناس گرایس واقع شده‌است.

## خصوصیات
ترس پنتاس ۶۸۹٫۴۲۱ کیلومترمربع مساحت و ۵۳٬۸۲۵ نفر جمعیت دارد و ۹۰۵ متر بالاتر از سطح دریا واقع شده‌است.